# 戴夫·莱普的美国总统选举地图集
戴夫·莱普的美国总统选举地图集是一个提供美国总统（1789年至今）、联邦参议员（1990年及以后）以及州长（1990年及以后）选举数据表格、图表和地图的网站。数据包括候选人、政党、普选票数和选举人票总数以及选民投票率。该网站记录了多年的县级选举数据，所有数据均来自官方来源。根据政治专家及统计学家纳特·西尔弗的说法，这个网站是“选举结果的首选来源”。